# Recilia clavata
Recilia clavata är en insektsart som beskrevs av Kramer 1962. Recilia clavata ingår i släktet Recilia och familjen dvärgstritar. Inga underarter finns listade i Catalogue of Life.